# Мурхит, Мохаммед
Мохаммед Мурхит — бельгийский легкоатлет марокканского происхождения, специализировался в беге на длинные дистанции. Серебряный призёр чемпионата мира в помещении 2001 года в беге на 3000 метров. Выступал на Олимпиаде 2000 года на дистанции 10 000 метров, на которой смог выйти в финал, однако в финальном забеге не смог финишировать. В 1997 году стал победителем Лиссабонского полумарафона. Победитель пробега Dam tot Damloop 1999 года.

## Достижения

### Золотая лига
3000 метров
- 2000:  Herculis – 7.26,62

5000 метров
- 2000:  Memorial Van Damme – 12.49,71

10 000 метров
- 1999:  Memorial Van Damme – 26,52,30